# Günter Herrmann (Fußballspieler, 1934)
Günter Herrmann (* 2. September 1934 in Saarbrücken; † 7. November 2012 ebenda) war ein deutscher Fußball- und saarländischer Nationalspieler.

## Karriere
Herrmann war in den 1950er Jahren bei den Sportfreunden 05 in seiner Heimatstadt Saarbrücken aktiv. Seit 1954 spielte er in der Oberliga. In dieser Zeit wurde er von Nationaltrainer Helmut Schön dreimal in den Kader der Saarländischen Nationalmannschaft berufen. Der einzige Einsatz des in Abwehr wie Angriff einsetzbaren Allrounders im Nationaltrikot war das Spiel am 3. Juni 1956 im Saarbrücker Ludwigspark gegen die B-Auswahl Portugals, das mit einem 0:0-Unentschieden endete und wo er auf Rechtsaußen stürmte. Er wurde auch im einzigen Spiel der saarländischen B-Auswahl am 1. Mai 1955 gegen die B-Auswahl der Niederlande eingesetzt, in der er ein Tor schoss.
1957 wechselte Herrmann zum Lokalrivalen SV Saar 05 Saarbrücken, bei dem er, unter anderem neben Kurt Clemens, bis 1963 spielte. 1958 prallte er im Spiel gegen den FK Pirmasens – aufgrund einer Platzsperre der Pfälzer auf neutralem Terrain in Homburg – als Abwehrspieler mit dem Pirmasenser Stürmer Heini Seebach zusammen. Herrmanns Platzwunde wurde in der Klinik genäht, doch er kam noch vor dem Spielende zurück auf den Platz. Mit seinem weißen Verband um den Kopf bereitete er kurz vor dem Abpfiff mit einem Alleingang von der Mittellinie den 1:0-Siegtreffer von Klaus Sinn vor – eine Torvorlage, die noch an seinem 75. Geburtstag in der Presse thematisiert wurde.
Im letzten Jahr der alten erstklassigen Oberliga, 1962/63, absolvierte Herrmann, genannt „de Patt“, an der Seite seiner Mitspieler Fritz Altmeyer und Gerd Peehs nochmals 23 Ligaspiele (1 Tor). Unter dem Trainer Hellmut Meidt – der ab dem 1. April 1963 von Otto Knefler abgelöst wurde – bewies er nochmals seine Vielseitigkeit: Er trat in 13 Spielen als Verteidiger, in fünf als rechter Läufer, in zwei als Rechtsaußen und je einmal als Mittelstürmer, Halbrechts und als Halblinks an.
Der Saarbrücker Fußball war in diesen Jahren noch eine feste Größe im Südwesten; neben ehemaligen Saarnationalspielern wie Herrmann machten hier Trainer und junge Spieler, die später in der Bundesliga reüssieren sollten, von sich reden. Herrmanns Saar 05 blieb 1963 im Dreikampf der Klubs aus der Landeshauptstadt jedoch letzter und belegte den neunten Rang. Der 1. FC Saarbrücken landete – mit dem Trainer Helmuth Johannsen den Offensivakteuren Dieter Krafczyk, Erich Maas und Heinz Vollmar – auf dem fünften Rang, einen Platz vor den Sportfreunden, wo das Talent Johannes Löhr an der Seite von Horst Zingraf und Josef Christ unter der Trainerregie von Horst Buhtz auf sich aufmerksam machen konnte. In den Lokalderbys brachte es Herrmann mit seinen Nullfünfern gegen die Sportfreunde auf 3:1 und gegen den 1. FC auf 2:2 Punkte. Diese Derbys waren prestigeträchtig. Herrmann erinnerte sich später, dass es bei Saar 05 in den 1960er Jahren eine eigene Sichtweise gab, um mehrmals Meisterschaften feiern zu können. Nach Siegen gegen die saarländische Konkurrenz – neben den Saarbrücker Klubs auch Borussia Neunkirchen und Röchling Völklingen – arrangierte Klubpräsident Johann Stolz, von Beruf Lebensmittel-Großhändler, kurzerhand eine Meisterschaftsfeier. „Ja, wir sind damals mehrfach Saarlandmeister geworden“, erinnerte Herrmann sich anlässlich eines Lokalderbys Saar 05 gegen Röchling in der Verbandsliga im Jahr 2000.
Nach seiner aktiven Laufbahn arbeitete Günter Herrmann als Trainer; unter anderem war er in dieser Funktion zweimal bei seinem Heimatverein, den Sportfreunden 05, sowie bei seinem ehemaligen Klub SV Saar 05 aktiv. Darüber hinaus leitete er zeitweilig den Übungsbetrieb beim SV Auersmacher und beim SC Friedrichsthal. Seit 1992 war Herrmann in verschiedenen Funktionen bei der SV Elversberg tätig.